# Абдурахманова, Майджуда
Майджуда (Мавджуда, Манжуда) Абдурахма́нова (узб. Mayjuda Abdurahmonova; 1918, Ташкент — ?) — советский политический деятель, депутат Верховного Совета СССР 1-го созыва (1938—1946).

## Биография
Родилась в 1918 году в Ташкенте в семье рабочего-пекаря. Была последним, одиннадцатым ребёнком в семье и единственным из детей, дожившим до взрослого возраста. Потеряла родителей, воспитывалась в приёмной семье. В 11 лет пошла в школу, окончила пять классов, затем окончила учебно-производственный комбинат при строительстве Ташкентского текстильного комбината. По окончании учёбы работала на прядильной фабрике комбината. Быстро прошла путь от ученицы до мастера-ватерщицы, работала на восьми станках одновременно. Вступила в комсомол, занималась агитацией и обучением грамотности. В июне 1937 года стала сменным инструктором прядильной фабрики.
Ударницы труда — Манжуда Абдурахманова, Зинаида Акисимоза,  Саодат Расулова и многие другие — сыграли большую роль в развитии текстильного комбината. Манжуда Абдурахманова стала одной из первых женщин в Узбекистане, переставших носить паранджу. Её фото без паранджи опубликовал журнал «Работница» в декабре 1937 года.
Узбекский советский поэт и публицист, народный поэт Узбекской ССР (1963) Гафур Гулям посвятил ей стихотворение «Мавджуда» (1937, перевод В. Потаповой), где по-поэтически раскрыл тему биографии узбечки, работницы-депутата:
Четыре сиротки и мать, молодая вдова,
Всё время в труде, но на корку хватало едва.
Тебя вековая томила нужда, Мавджуда.

### Политическая деятельность
Была избрана депутатом Верховного Совета СССР 1-го созыва от Узбекской ССР в Совет Национальностей в результате выборов 12 декабря 1937 года.
Стихотворение «Мавджуда», написанное в связи с выдвижением передовой ткачихи Ташкентского текстильного комбината кандидатом в депутаты Верховного Совета СССР завершалась строчками:
На выборах дружно тебе отдадим голоса.

Недаром Отчизна тобою горда, Мавджуда.